# Mondial Moto
FB (successivament, FB Mondial i Mondial Moto) fou una empresa italiana que va produir motocicletes de 1929 a 1978. La marca Mondial Moto S.p.a. es va fer servir per a produir motocicletes del 2000 al 2004, mentre que F.B. Mondial es fa servir des del 2015 també per a la producció de motocicletes; en ambdós casos, però, sense relació directa amb l'empresa original.

## Història
L'empresa va ser fundada el 1929 a Milà amb el nom de FB (acrònim de Fratelli Boselli) per una família de l'aristocràcia terratinent de la província de Piacenza, originària d'Ancarano i composta pels germans Carlo, Luigi, Ettore, Giuseppe i Ada Boselli. El líder de la iniciativa emprenedora va ser Giuseppe Boselli, un reeixit pilot de motociclisme i copropietari de l'empresa fabricant de motocicletes de Bolonya G.D.

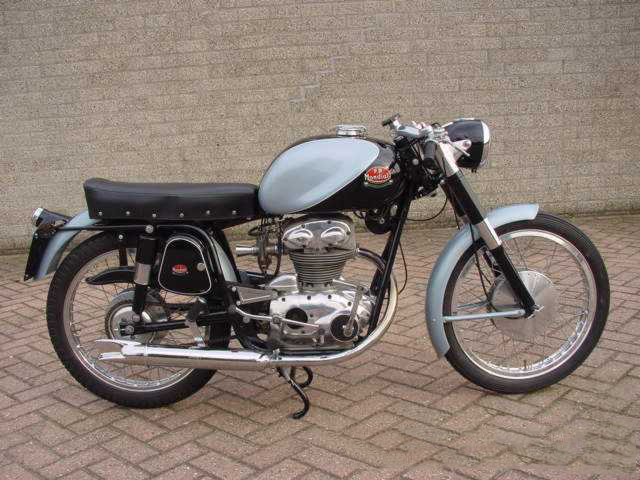
Mondial Supersport 200 (1955)

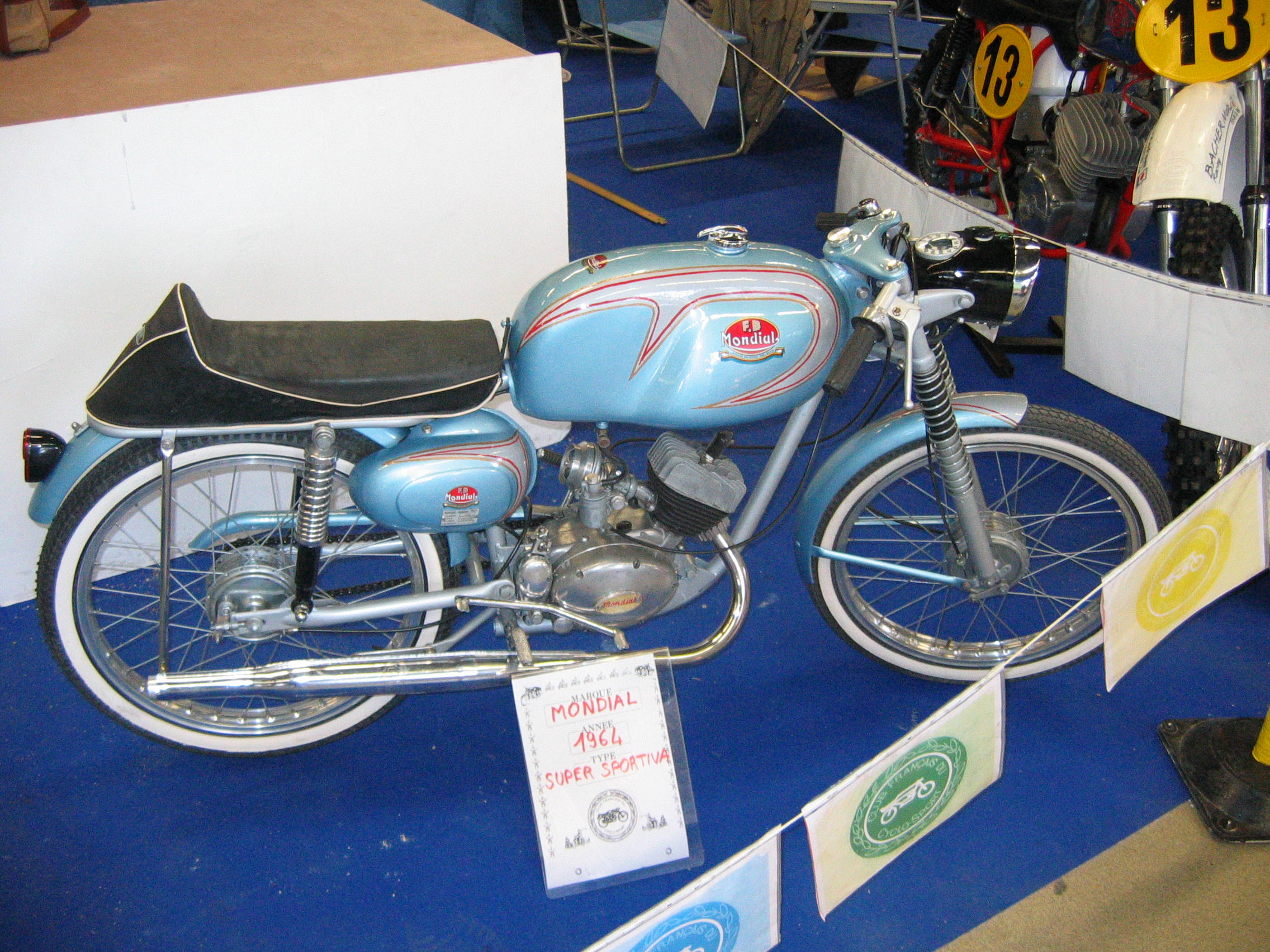
Ciclomotor 48 SS 3M (1964)

Al començament, FB va obrir una botiga-taller per a la venda i assistència de models G.D i, en pocs mesos, la demanda del mercat d'un mitjà de transport econòmic i robust com el motocarro es féu palesa. Durant els anys de la seva experiència esportiva, el comte Giuseppe Boselli havia conegut Oreste Drusiani, un reconegut constructor de motors per a diversos fabricants de motocicletes, i FB va establir el seu primer lloc de producció a les instal·lacions de l'empresa d'aquell, a la via Milazzo 32 de Bolonya, dedicant-se inicialment a la construcció de motocarros. La sobtada mort de Drusiani i el tancament de G.D van crear un estat d'incertesa al taller bolonyès, superat per les comandes de CM de Mario Cavedagni, qui va entrar a l'estructura social de l'Officine Drusiani juntament amb els fills del fundador Giannina i Alfonso Drusiani.
Després de la mort de Cavedagni el 1939, atesa la bona resposta del mercat, a començaments de la dècada del 1940 FB i la Drusiani van decidir un pla comú per a ampliar l'estructura de producció i adquirir maquinària més moderna, per tal d'augmentar la producció i dedicar-se també a la construcció de motos lleugeres. No van aconseguir posar-ho en pràctica, ja que el 24 de juliol 1943, un fort bombardeig aliat a Bolonya va atacar-ne l'estació de ferrocarril i els voltants, arrasant la fàbrica (però no la maquinària, que havia estat traslladada després del primer bombardeig de Bolonya el 15 de juliol).

### La postguerra i la producció de motocicletes
La producció de motocicletes, de fet, va començar durant la postguerra, quan -continuant la col·laboració de les famílies Drusiani i Boselli- es va reconstruir la fàbrica, traslladant-ne la producció a Milà. Gràcies als seus enormes recursos econòmics, la família Boselli va prendre el control de la companyia.
Anomenada en aquells anys FB Mondial primer i, posteriorment, Mondial Moto, la companyia va continuar amb la producció de motocarros, fins i tot aventurant-se en la de motos petites i mitjanes, de fins a 250 cc.
Molt activa a les competicions del Campionat del Món de motociclisme, la firma va comptar entre les seves files amb pilots de relleu internacional com ara Nello Pagani, Carlo Ubbiali, Walter Villa, Bruno Ruffo, Tarquinio Provini i altres. De fet, el seu nom apareix diverses vegades als resultats anuals del mundial de motociclisme com a guanyadora de títols en diverses categories. Mondial dugué a terme també una intensa activitat en el motocròs i el seu pilot Emilio Ostorero guanyà diversos Campionats d'Itàlia de la disciplina.
A finals de la temporada de 1957, quan, juntament amb Gilera i Moto Guzzi, Mondial va decidir de retirar-se de les competicions, la marca es vantava de la conquesta de 10 títols mundials. Al final de la dècada del 1960 va retornar a les competicions amb resultats afalagadors fins al cessament de la producció; mai no va tornar a obtenir, però, resultats tan satisfactoris com els anteriors.
El 1978 es va presentar un nou model de competició de motocròs de 50cc; va ser el darrer projecte, ja que aquell any l'empresa, mentre continuava existint com a Mondial Moto s.r.l., va cessar totes les activitats de producció.

## FB Mondial en competició

### Palmarès
En la primera fase de la seva existència, fou notable l'activitat competitiva de Mondial, la qual, tot i desenvolupar-se des de la postguerra fins al 1978, arribà als millors anys durant les dècades del 1950 i 1960.

#### Campionats mundials

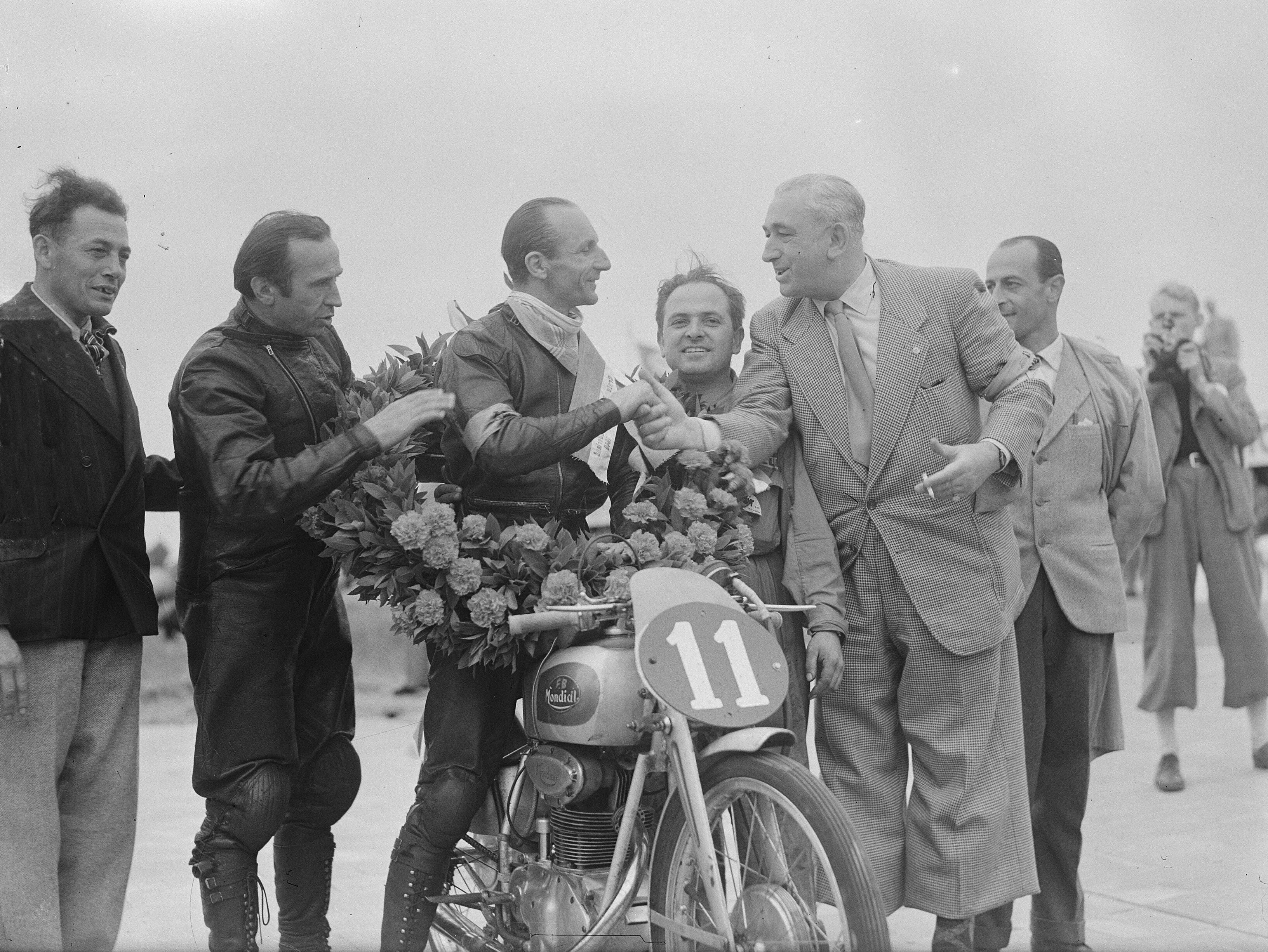
Nello Pagani amb la Mondial 125 havent guanyat el Dutch TT de 1949

| - Campionat del Món de motociclisme de 1949 - Campionat de pilots - 125cc - Nello Pagani - Títol de constructors - 125cc - Campionat del Món de motociclisme de 1950 - Campionat de pilots - 125cc - Bruno Ruffo - Títol de constructors - 125cc - Campionat del Món de motociclisme de 1951 - Campionat de pilots - 125cc - Carlo Ubbiali - Títol de constructors - 125cc | - Campionat del Món de motociclisme de 1957 - Campionat de pilots - 250cc - Cecil Sandford - Campionat de pilots - 125cc - Tarquinio Provini - Títol de constructors - 250cc - Títol de constructors - 125cc |

#### TT de l'illa de Man
- 1951
  - Ultra-Lightweight TT (125cc) – Cromie McCandless
- 1957
  - Ultra Lightweight TT (125cc) – Tarquinio Provini
  - Lightweight TT (250cc) – Cecil Sandford

#### Campionats estatals
| - 1950 - Campionat d'Itàlia de pilots - 1ª Categoria - 125cc - Carlo Ubbiali - Trofeo Internazionale dell'Industria - 1951 - Campionat d'Itàlia de pilots - 1ª Categoria - 125cc - Carlo Ubbiali - 1952 - Campionat d'Itàlia de pilots - 1ª Categoria - 125cc - Carlo Ubbiali - Campionat de velocitat d'Àustria - 125cc - Alexander Mayer - Campionat d'Itàlia de pilots - 2ª Categoria - 125cc - Adelio Albonico - 1953 - Campionat de velocitat d'Àustria - 125cc - Alexander Mayer - Campionat de velocitat dels Països Baixos - 125cc - Lodewick Simons - Campionat d'Itàlia de pilots - 2ª Categoria - 125cc - Remo Venturi - 1954 - Campionat de velocitat dels Països Baixos - 125cc - Lodewick Simons - Campionat d'Itàlia de pilots - 2ª Categoria - 125cc - Tarquinio Provini - Campionat d'Itàlia de marques - 2ª Categoria - 125cc - 1955 - Campionat d'Itàlia de pilots - 1ª Categoria - 125cc - Tarquinio Provini - 1956 - Campionat d'Itàlia Sènior - Classe 175 - Tarquinio Provini - Campionat d'Itàlia de motocròs - Emilio Ostorero - Campionat d'Itàlia Júnior - 125cc - Francesco Villa | - 1957 - Campionat d'Itàlia Sènior - 250cc - Tarquinio Provini - Campionat d'Itàlia Sènior - 125cc - Tarquinio Provini - Campionat d'Itàlia de motocròs - Emilio Ostorero - Campionat d'Itàlia de marques Fórmula 1 - 250cc - Campionat d'Itàlia de marques Fórmula 1 - 125cc - Campionat d'Anglaterra de marques - 250cc - Campionat d'Anglaterra de marques - 125cc - 1961 - Campionat d'Itàlia Sènior - 125cc - Francesco Villa - 1962 - Campionat d'Itàlia de velocitat Sènior - 125cc - Francesco Villa - Campionat d'Itàlia de muntanya Fórmula 2 - 125cc - Alfredo Balboni - 1963 - Campionat d'Itàlia de velocitat Sènior - 125cc - Francesco Villa - 1965 - Campionat d'Itàlia de velocitat Sènior - 125cc - Francesco Villa - Campionat de França de velocitat - 125cc - Jacky Onda - 1967 - Campionat d'Itàlia de velocitat Sènior - 125cc - Francesco Villa |

### Galeria de models

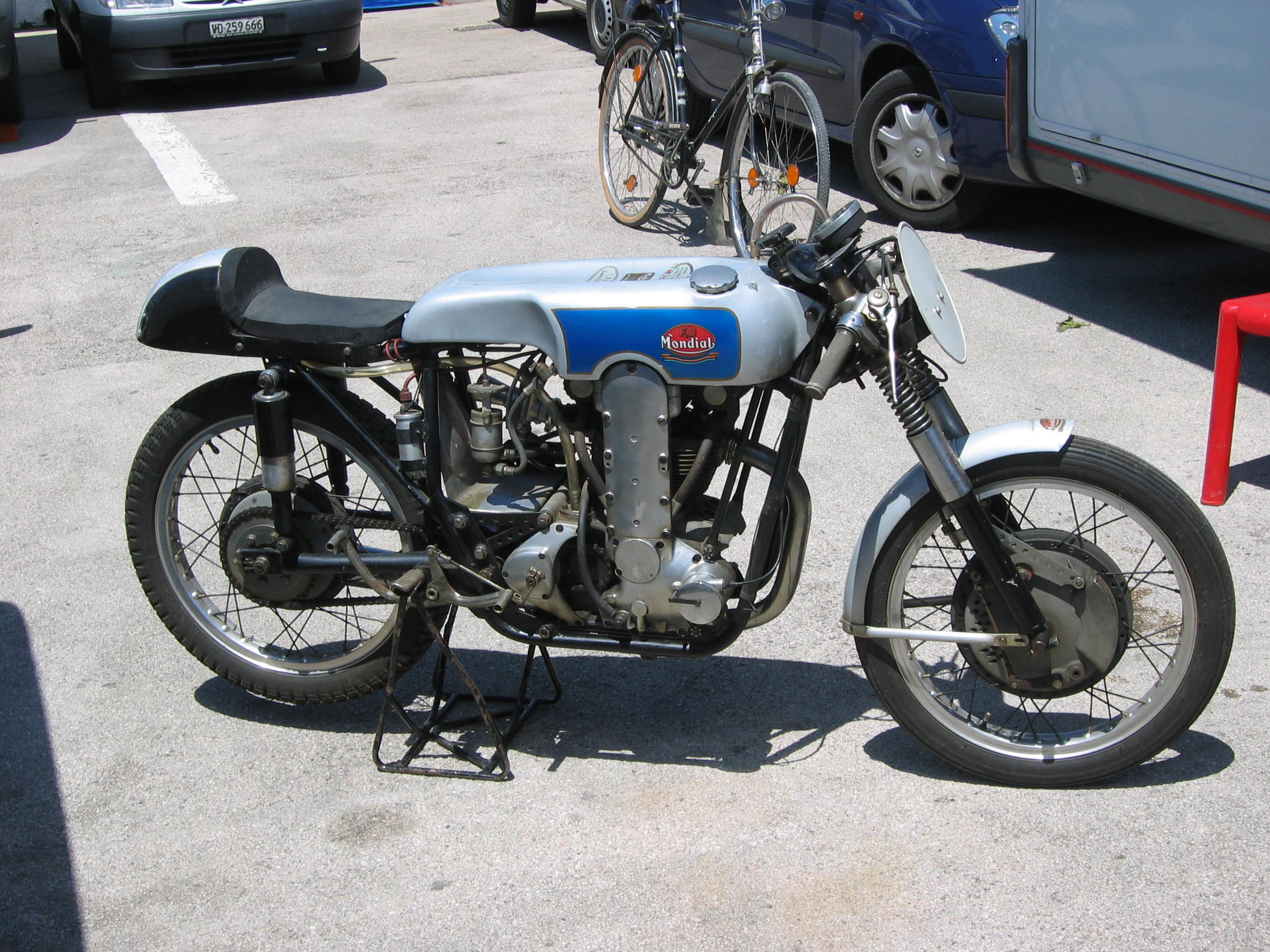
Una FB Mondial de competició
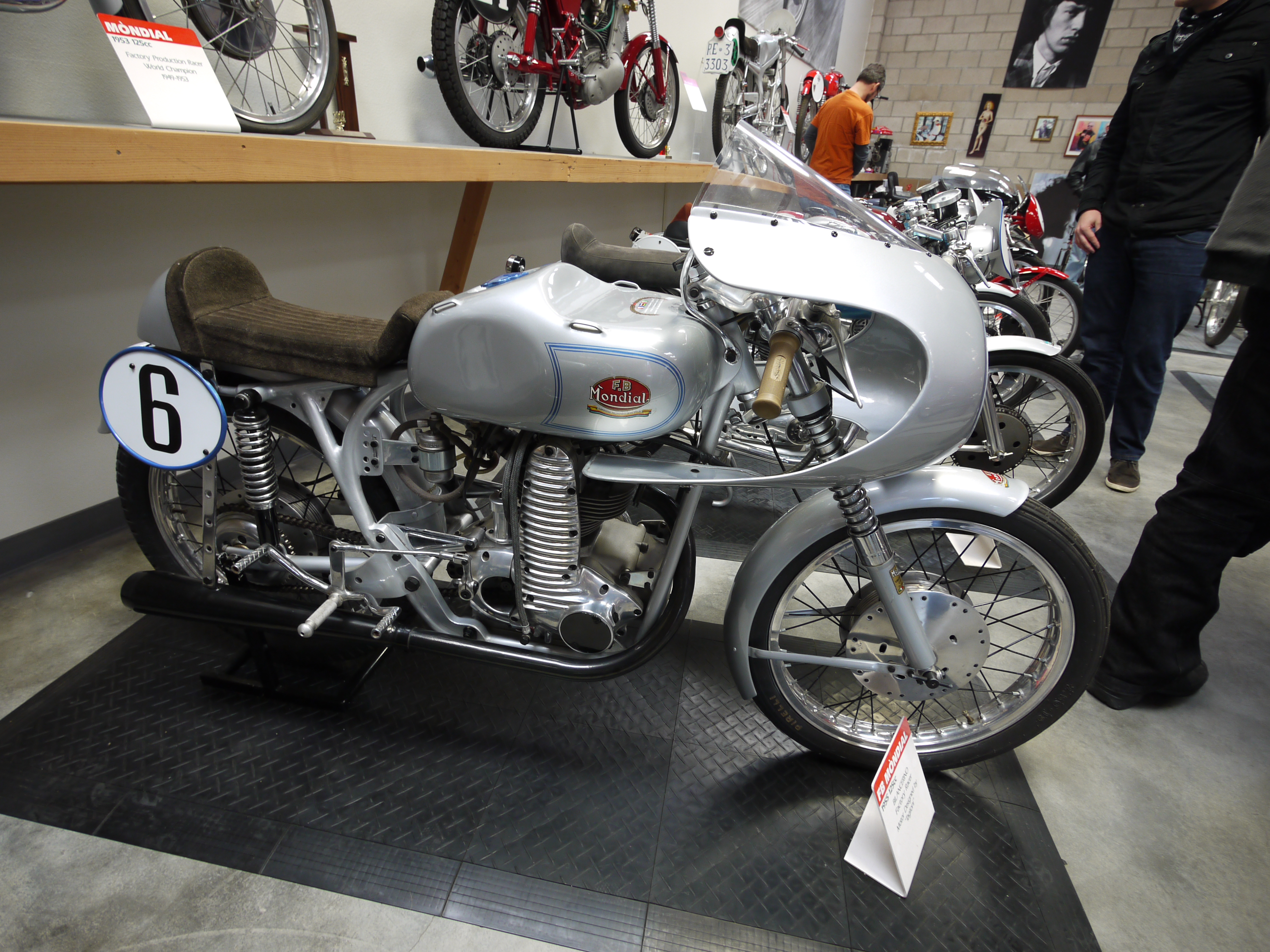
FB Mondial 125 Bilancerino del 1955, oficial de fàbrica, amb motor projectat per Fabio Taglioni
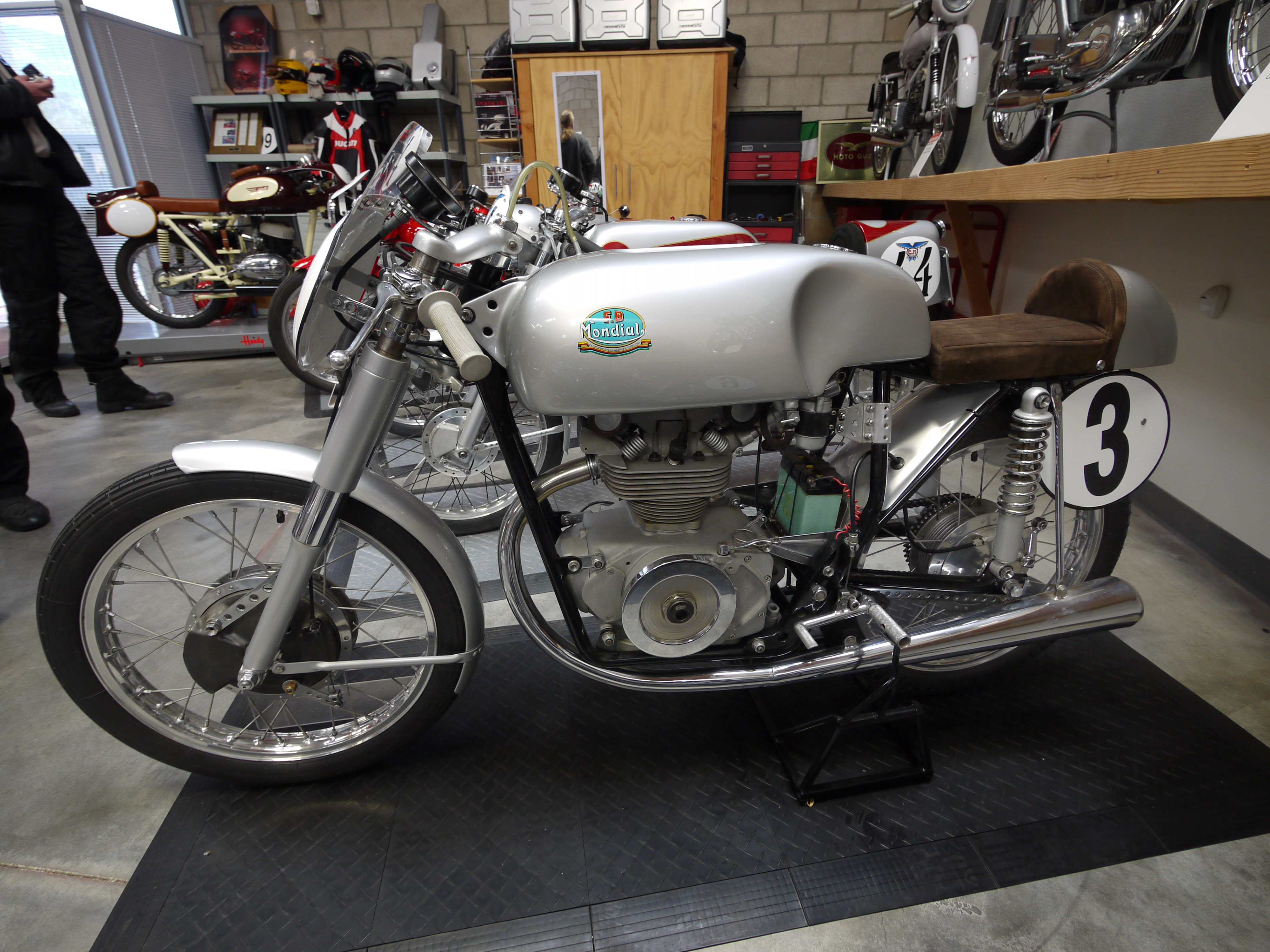
FB Mondial 175 Bialbero F2 del 1956, oficial de fàbrica
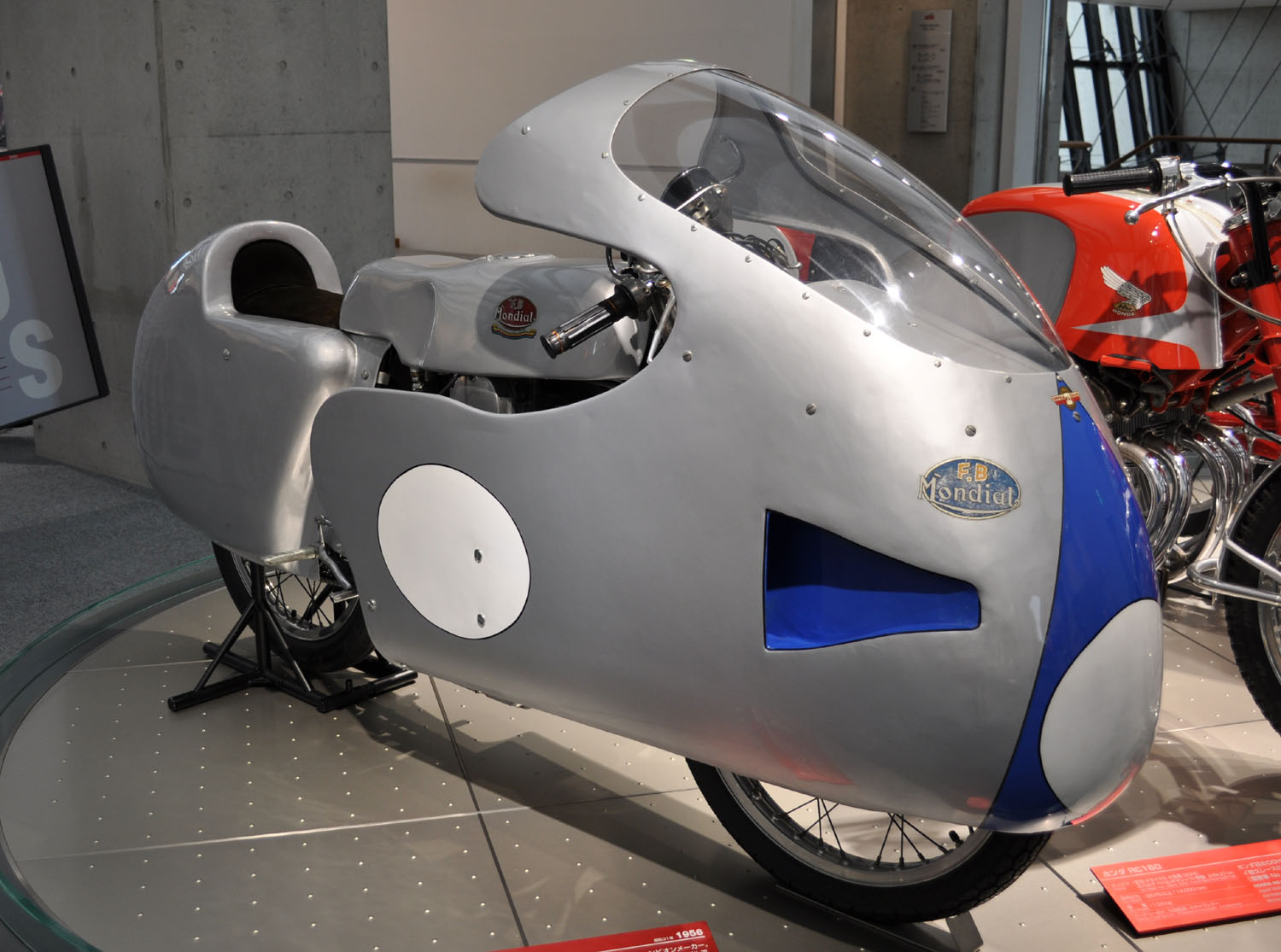
FB Mondial 125 GP del 1956
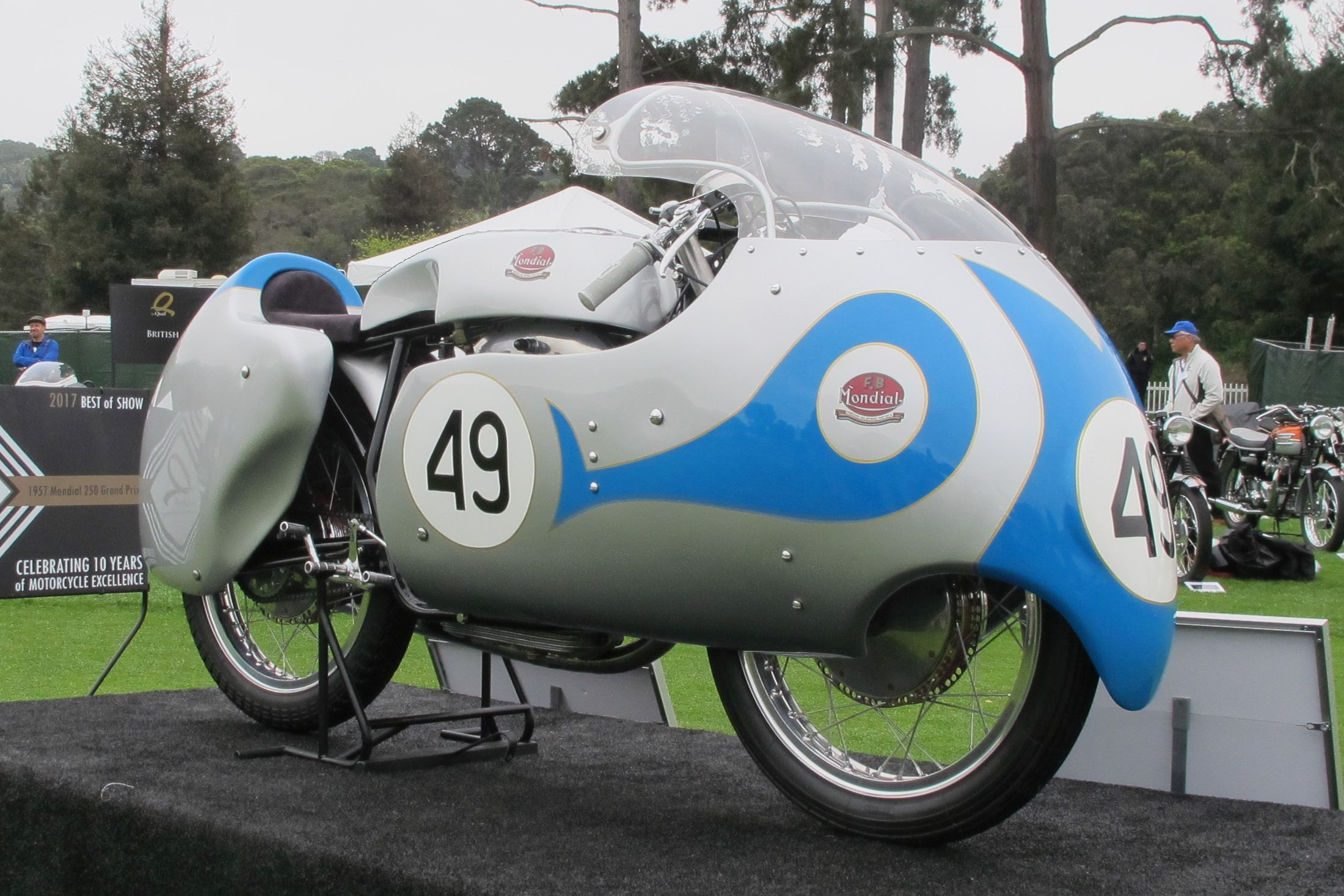
FB Mondial 250 GP del 1957

## Empreses successores

### Mondial Moto s.p.a. (1999-2004)

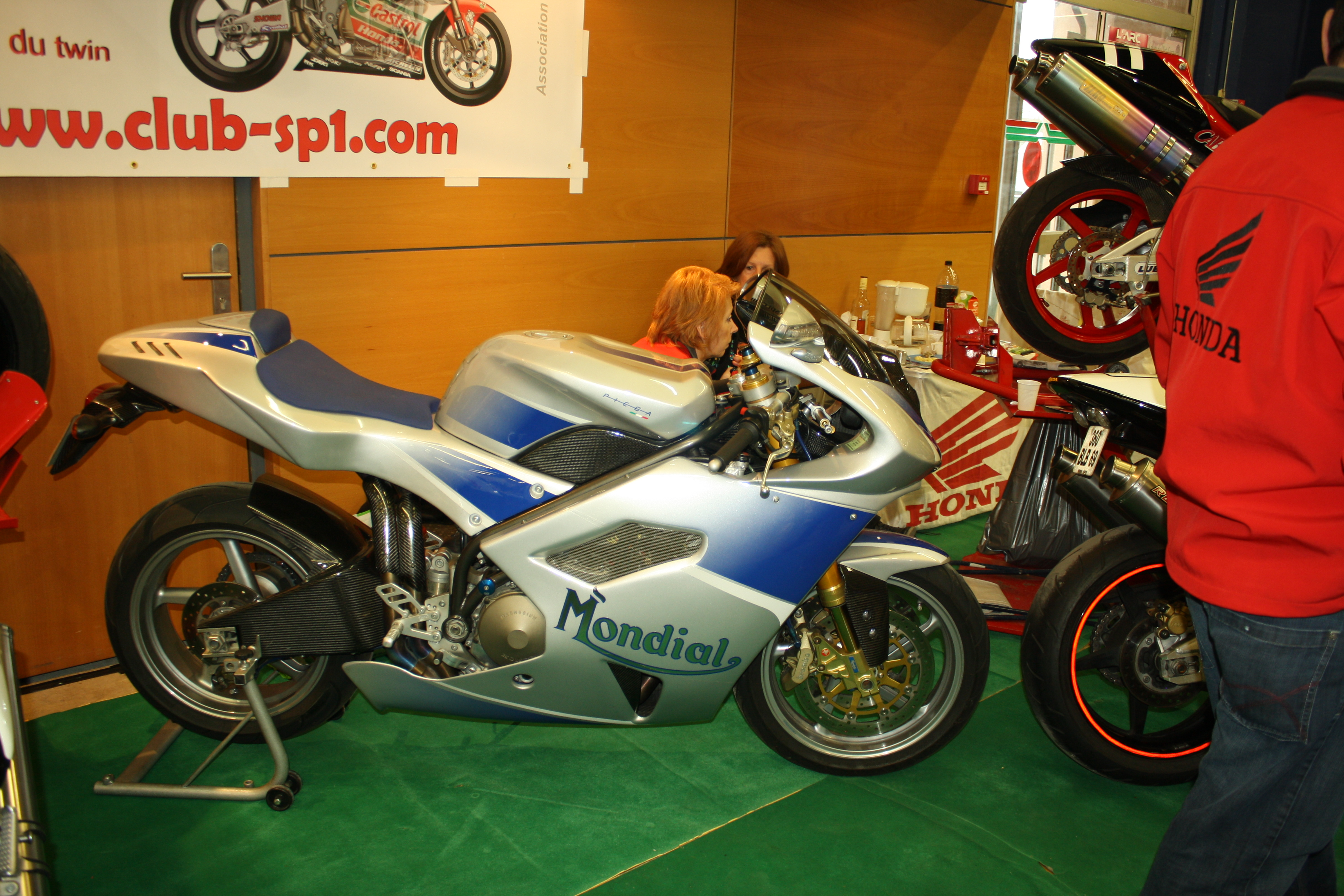
Mondial Piega

El 1999, un acord de llicència per a l'ús de la marca comercial signat per la família Boselli a favor de tercers va permetre la creació de Mondial Moto S.p.A., amb seu a Manerbio (Brescia). L'any 2000, mitjançant un acord amb Honda, el motor de la VTR 1000 SP-1 (un motor amb múltiples victòries al Campionat del Món de Superbike dels derivats de sèrie) es va muntar a la Mondial Piega 1000. El sistema de venda era innovador, segons el qual la comanda i el pagament de la motocicleta es feien directament a Mondial Moto. De fet, els distribuïdors només eren sales d'exposició on es podia veure el producte.
El 2003, amb motiu del saló EICMA a Milà, l'empresa va donar signes inesperats de vitalitat tot presentant dos futuristes models Naked derivats del Piega 1000, anomenats Nuda i Starfighter i dissenyats per la casa Boxer Design del francès Thierry Henriette.
Malgrat la construcció d'una fàbrica de 2.000 m² a Arcore (província de Monza i Brianza), el 2003 només es van construir 76 unitats de la Piega, cap de les quals no va arribar a ser muntada en versió Naked. El 2004, la companyia es va declarar en fallida.

### Les marques de "Mondial": la "F.B. Mondial"
En èpoques posteriors, a banda de diverses conseqüències legals en relació amb la fallida de la s.p.a., amb l'alienació dels actius de la companyia no venuts a una empresa de Meda, de fet dedicada a la venda de motocicletes muntades amb les peces romanents i a l'assistència postvenda, la marca Mondial (que no participava en la iniciativa i era encara propietat de la família Boselli), fou reutilitzada a partir del 2015, en base a altres acords, per a la producció de motocicletes per diverses empreses.